# Бернгард Лібетанц
Бернгард Лібетанц (нім. Bernhard Liebetanz; 31 липня 1894, Шверзенц — 10 січня 1966, Гамельн) — німецький офіцер, контрадмірал крігсмаріне.

## Біографія
1 квітня 1913 року вступив у кайзерліхмаріне. Учасник Першої світової війни. З 2 серпня 1914 року — командир взводу 8-го батальйону морської оборони. З 21 серпня 1914 року служив на борту лінкора «Остфрісланд».  З 9 вересня по грудень 1917 року навчався у підводному училищі, після чого служив вахтовим офіцером на підводних човнах U-47, UC-25 та U-39, які діяли в Середземному морі. 18 травня 1918 року інтернований в Іспанії. В червні 1919 року звільнений і продовжив службу на флоті.
З 7 травня 1939 року — начальник військово-морського управління Кенігсберга. З 16 березня по 9 травня 1940 року виконував обов'язки коменданта фортеці Готенгафен і командира берегової охорони на східному узбережжі Балтійського моря. З 24 травня 1940 року — комендант порту Ден-Гелдер. З 14 червня 1940 року — офіцер зв'язку ВМС при 4-му вищому командуванні армії. З 23 липня 1940 року — начальник військово-морського управління Бордо, з 3 вересня 1940 року — Гавра. З 3 лютого 1941 по 14 серпня 1942 року — комендант морських укріплень Сена-Сомма. З 23 вересня 1942 по 10 квітня 1943 року — начальник штабу командувача-адмірала на західному узбережжі Норвегії. З 16 квітня 1943 року — інспектор арсеналу ВМС. 20 квітня 1945 року взятий в полон союзниками. 2 грудня 1946 року звільнений.

## Звання
- Морський кадет (1 квітня 1913)
- Фенріх-цур-зее (3 квітня 1914)
- Лейтенант-цур-зее (18 вересня 1915)
- Оберлейтенант-цур-зее (7 січня 1920)
- Капітан-лейтенант (1 серпня 1925)
- Корветтен-капітан (1 грудня 1932)
- Фрегаттен-капітан (1 січня 1937)
- Капітан-цур-зее (1 жовтня 1938)
- Контрадмірал (1 грудня 1942)

## Нагороди
- Залізний хрест 2-го класу
- Почесний хрест ветерана війни з мечами
- Медаль «За вислугу років у Вермахті» 4-го, 3-го, 2-го і 1-го класу (25 років)
- Хрест Воєнних заслуг 2-го і 1-го класу з мечами
- Застібка до Залізного хреста 2-го класу
- Залізний хрест 1-го класу
- Нагрудний знак морської артилерії